# Lévi Eskól
Lévi Eskól (héber betűkkel לוי אשכול, izraeli angol átírással Levi Eshkol, oroszul Леви́ Э́школь, született: Levi Skolnyik (Ле́йви (Лев) Шко́льник); Oratov, Orosz Birodalom (ma Ukrajna), 1895. október 25. – Jeruzsálem, 1969. február 26.) izraeli politikus és miniszterelnök volt.
Fiatalon megismerkedett a cionista mozgalommal és Palesztinába költözött, ahol jelentős tevékenységet fejtett ki a zsidó állam, Izrael létrehozásának érdekében. 1948-tól számos kormányzati és egyéb fontos pozíciót töltött be és szerepet vállalt a munkáspárti szövetség létrejöttében. Miniszterelnöksége alatt jelentős erőfeszítéseket tett a stabil külpolitikai kapcsolatok kiépítése érdekében és vezetése alatt az ország megnyerte a szomszédos arab országok ellen indított hatnapos háborút.

## Élete
Lévi Eskól 1895. október 25-én született Oratovban az Orosz Birodalom területén, Lévi Skolnyik néven. Vilniusban folytatott tanulmányt a zsidó gimnáziumban. Ebben az időszakban ismerkedett meg a cionista mozgalommal. 1914-ben Palesztinába költözött, amely akkor az Oszmán Birodalom részét képezte. Számos településen vállalt munkát mezőgazdasági munkásként és őrként. Az első világháborúban a Zsidó Légió tagjaként a Brit Birodalom oldalán harcolt az Oszmán Birodalom ellen. 1920-ban, a katonai szolgálat lejárta után, részt vett a Degánjá Bét kibuc megalapításában, amely egyike volt az első, zsidókat tömörítő kollektív településnek Palesztinában. Ezt követően energiáját az eljövendő zsidó állam, Izrael létrehozására fordította. Képviselőként tagja volt az Izraeli Zsidók és a Cionista Kongresszus gyűléseinek és elnökként részt vett a bevándorlási ügyek bizottságának munkájában is. Emellett egyike volt a Hisztadrút (Általános Munkásszövetség) alapítóinak, és jelentős szerepet játszott a második világháború során a zsidó származású emberek Harmadik Birodalomból történő bevándorlásában. 1937-ben egyike volt a Mekórót Vízművek alapítóinak, és 1952-ig ő volt a vállalat igazgatója. Ezenkívül a Hagáná egyik vezetője volt, és tevékenyen részt vett az Izrael létrejöttét megelőző harcokban is.
Izrael 1948-ban történő megalapítása után számos tisztséget ellátott. Az államalapítás után a védelmi minisztérium egyik legfontosabb alakjává vált. 1948-tól 1963-ig a Zsidó Ügynökség tagja volt és ő vezette a szervezet mezőgazdasági osztályát. 1949-től 1952-ig irányítása alá került az ügynökség pénzügyi részlege is. 1951-ben kinevezték mezőgazdasági és fejlesztésügyi miniszternek. 1952-től 1963-ig pénzügyminiszter volt. 1963-ban Dávid Ben-Gúrión bejelentette a visszavonulását a miniszterelnöki tisztségről és helyére Eskólt választották meg. Jelentős erőfeszítéseket tett a nemzeti vízvezeték létrehozására, amelyet 1964-ben adtak át. Még ebben az évben, a megbékélés jegyében hozzájárult a revizionista mozgalom vezetőjének, Vlagyimir Zsabotinszkijnak hivatalos temetéséhez. Ugyancsak 1964-ben megtette az első, hivatalos izraeli miniszterelnöki látogatást az Amerikai Egyesült Államokba. 1965-ben Ben-Gúrión vissza kívánt térni a miniszterelnöki pozícióba, de a választások Eskól sikerét hozták el.
Még ebben az évben teljes diplomáciai kapcsolatot kezdeményezett és hozott létre Nyugat-Németországgal, amely katonai támogatásáról biztosította a zsidó államot. 1966-ban hat afrikai országban tett hivatalos látogatást. Ugyancsak ebben az időszakban megpróbált javítani a Szovjetunióval való kapcsolatokon és megakadályozta azokat a szíriai és libanoni törekvéseket, amelyek a Jordán folyó elterelésére irányultak. Eskól kormányzása alatt, 1967. júniusában került sor a hatnapos háborúra, amelyben Izrael ellenfelei Egyiptom, Jordánia és Szíria voltak. A veszélyre való tekintettel nemzeti egységkormányt hozott létre és kinevezte Móse Dajánt védelmi miniszternek. Goldá Méír segítségével sikerült egyesítenie Izrael három fő munkáspártját és létrehozta a gyakran csak Avódáként említett Izraeli Munkáspártot. A háború megnyerése után az Egyesült Államokkal (amely ekkorra Izrael hadi felszerelésének első számú szállítója lett) való kapcsolatok erősítésén fáradozott. Emellett béketárgyalásokat kezdeményezett a palesztin vezetőkkel. 1969. február 26-án hunyt el Jeruzsálemben. Róla nevezték el a Negev-sivatagban található Eskol Nemzeti Parkot.

## Külső hivatkozás
- Jewish Virtual Library: Levi Eshkol(angolul)

## Képgaléria

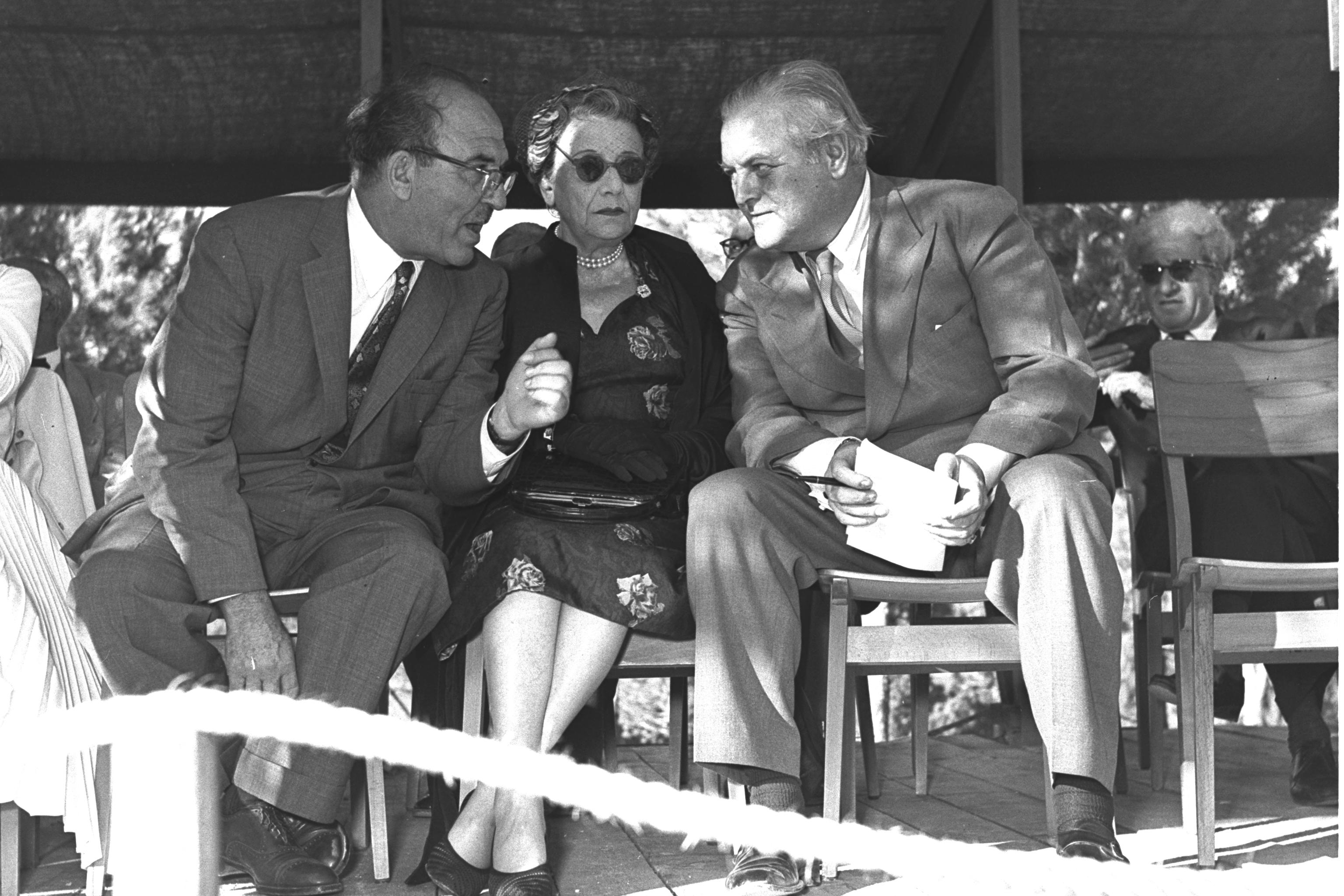
Eskól, Vera Weizmann és Randolph Churchill 1955-ben, a Churchill Előadóterem felavatásakor
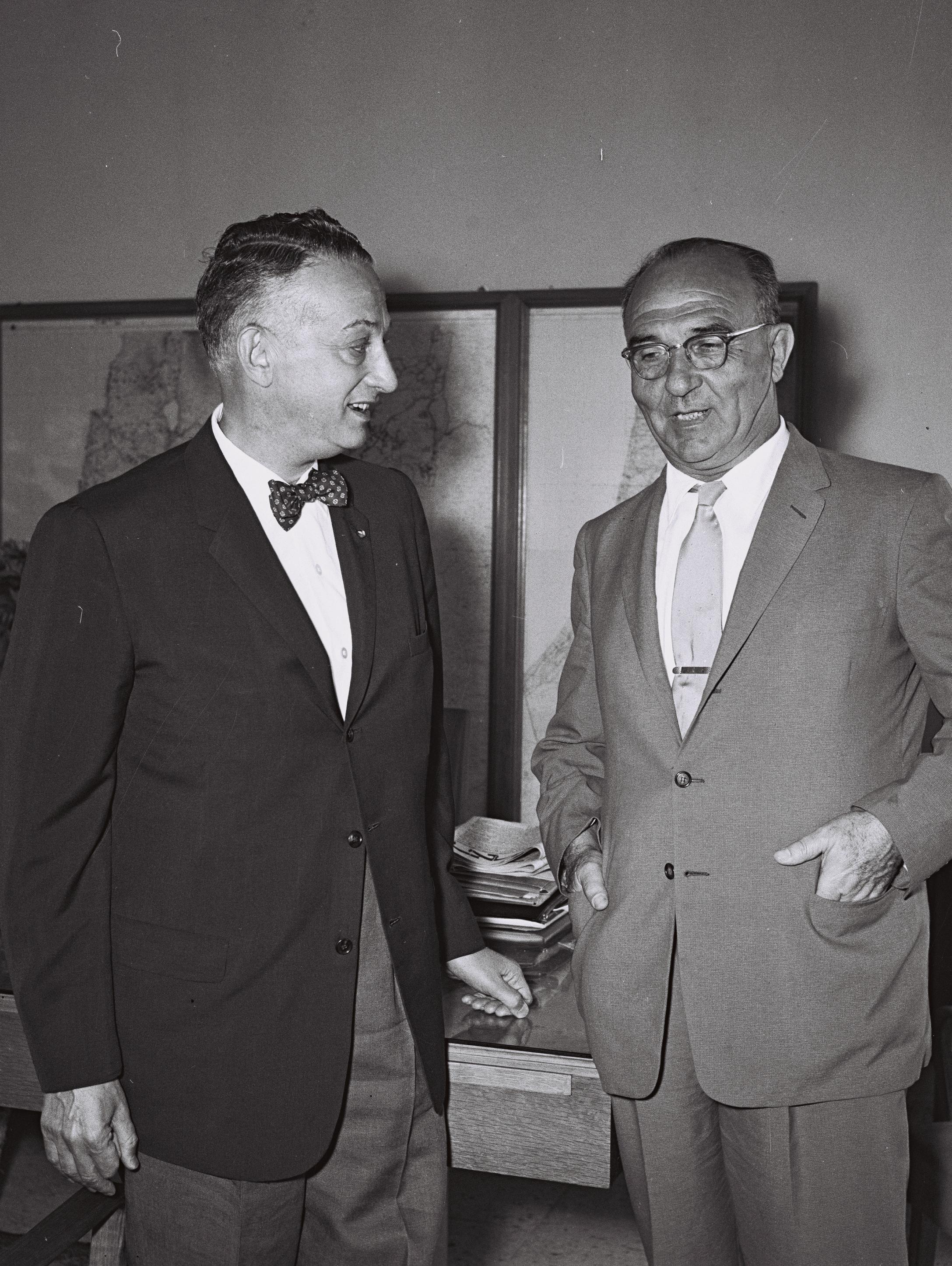
Arthur Levitt és Eskól 1959-ben
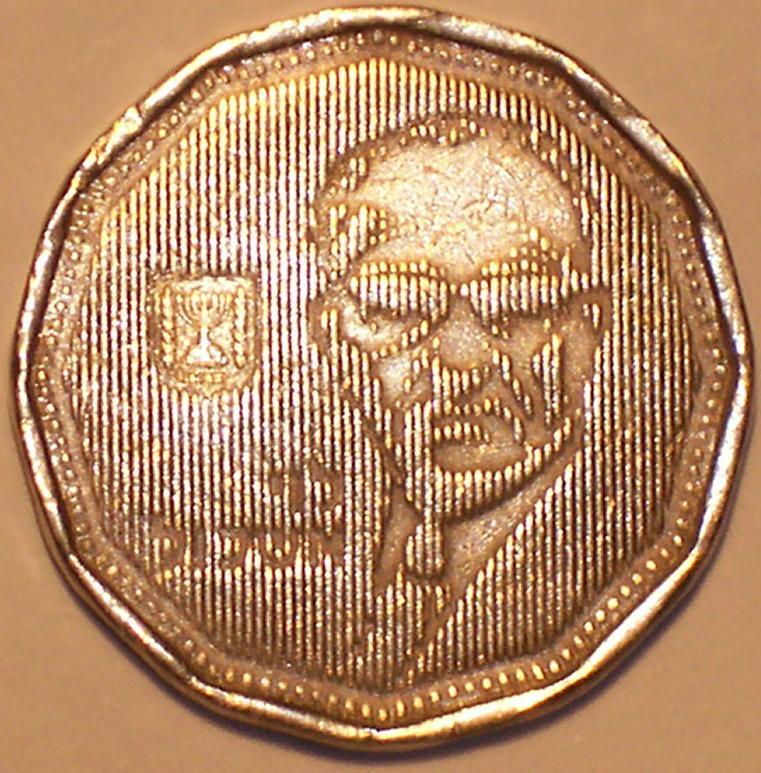
A ritka kiadású öt sékeles pénzérme, hátlapján Eskól arcképével